# The Incredible Machine
The Incredible Machine è una serie di videogiochi rompicapo sviluppati da Dynamix e pubblicati da Sierra Entertainment.
La serie è stata ideata da Kevin Ryan e prodotta da Jeff Tunnell. È iniziata nel 1992.

## Il gioco
Il gioco consiste nel completare i livelli proposti soddisfacendo la richiesta data (per esempio "mettere la palla nella scatola" o "accendere una candela").
Nella modalità principale bisogna sistemare gli oggetti dati in maniera tale da creare una reazione a catena che esegua il compito richiesto. Sono disponibili oggetti di ogni tipo: corde, carrucole, generatori elettrici, torce, forbici, candele e addirittura gatti e topi. Di solito i livelli sono formati da alcuni oggetti fissi che non possono essere spostati dal giocatore in modo che l'unico modo per completare il livello sia posizionare gli oggetti a disposizione nella maniera giusta. 
C'è anche una modalità libera senza un obiettivo da raggiungere in cui il giocatore può posizionare tutti gli oggetti a proprio piacimento per creare dei livelli personalizzati o semplicemente per sperimentare nuove sequenze.
Il gioco simula non solo le interazioni fisiche tra gli oggetti ma anche gli effetti ambientali: per esempio alcuni oggetti possono variare la forza di gravità, in modo tale che essi vadano verso l'alto piuttosto che verso il basso.

## Piattaforme
La prima versione, oltre che su personal computer, girava anche su console 3DO Interactive Multiplayer. 
Le versioni successive invece solo su personal computer con sistemi operativi MS-DOS, Microsoft Windows e Mac OS.

## Versioni
- The Incredible Machine (1992) - per MS-DOS, Mac OS e 3DO
- The Even More Incredible Machine (1993) - per MS-DOS, Microsoft Windows e Mac OS
- Sid & Al's Incredible Toons (1993) - per MS-DOS
- The Incredible Toon Machine (1994) - per Microsoft Windows e Mac OS
- The Incredible Machine 2 (1994) - per MS-DOS e Mac OS
- The Incredible Machine 3  (1995) - per Microsoft Windows e Mac OS
- Return of the Incredible Machine: Contraptions (2000) - per Microsoft Windows e Mac OS
- The Incredible Machine: Even More Contraptions (2001) - per Microsoft Windows e Mac OS

Le versioni "Sid & Al's Incredible Toons" e "The Incredible Toon Machine" non fanno parte della serie "ufficiale" ma sono versioni create da Chris Cole.